# Lazo corredizo

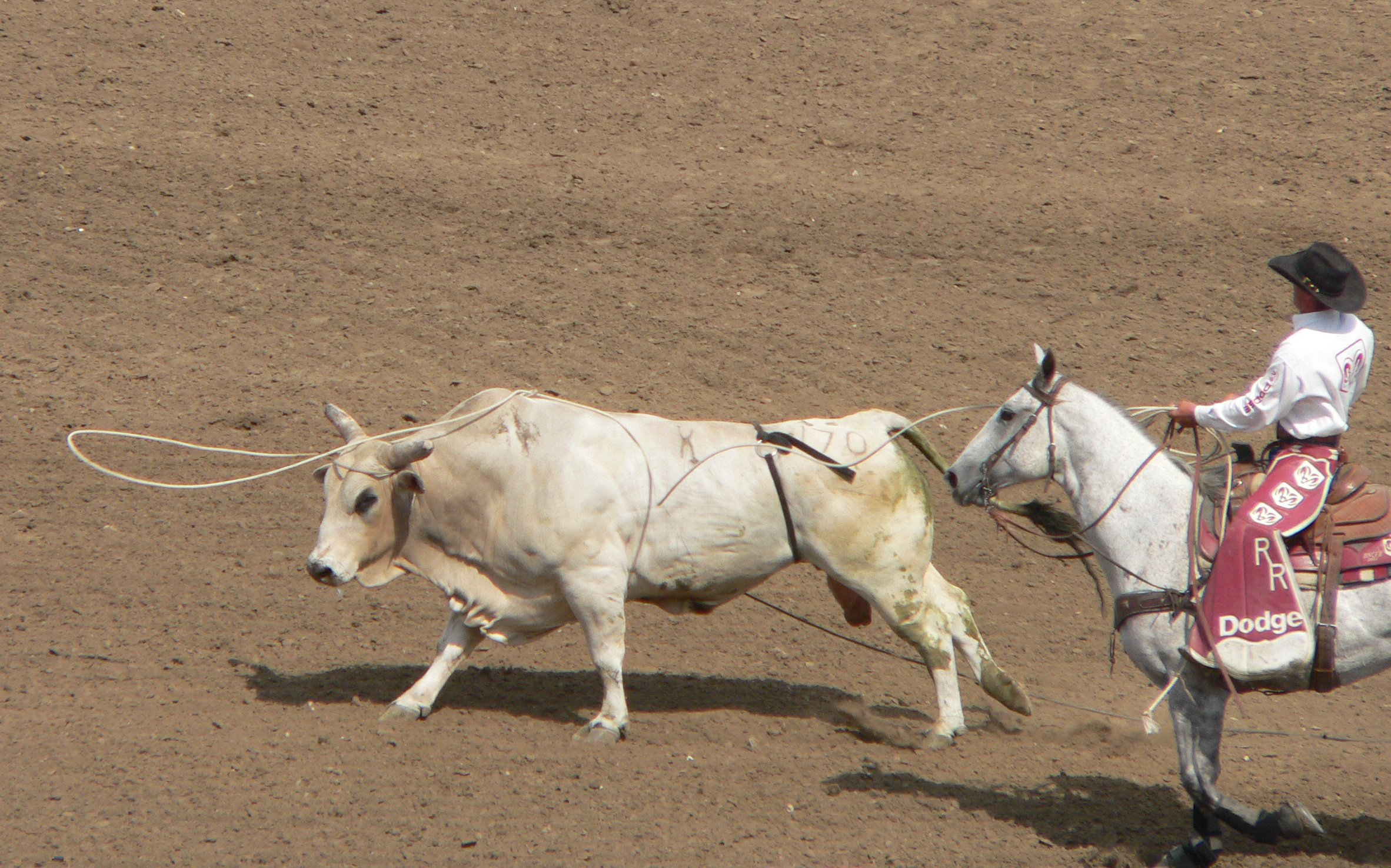
Toro a punto de ser capturado con un lazo durante un rodeo.

El  lazo corredizo o reata es una herramienta asociada con los pastores-jinetes de algunas culturas, aunque puede usarse desde tierra por peones sin montura. También ha sido utilizado como arma o herramienta para cazar en muchas ocasiones. Su uso más común ha sido siempre por parte de los peones agrícolas llamados vaqueros,charros, chinacos,cow-boy's, etc para el manejo del ganado, especialmente caballos y vacunos.
Un lazo corredizo es una cuerda con una pequeña gaza fija en uno de los extremos y la misma cuerda que pasa holgada por la gaza formando un lazo que puede ensancharse o estrecharse. Cuando se enlaza un objeto o una parte de un animal o persona, la acción de tensar la cuerda (directamente o por movimiento relativo de la parte enlazada) aprieta el lazo y sujeta dicha parte con firmeza. La gaza (en inglés "honda") puede estar formada por la misma cuerda anudada con un nudo adecuado (no corredizo), fue una baga empesolada (de la misma cuerda sobre sí misma o un trozo suplementario), el jefe de la cuerda ello formando una baga y encuadernado de lado, una gaza de cuero unida a la cuerda, o una anilla metálica.
En épocas actuales debido al cine, la visión más inmediata es la de los cow-boys, charros y gauchos en las películas y los rodeos.

## Historia

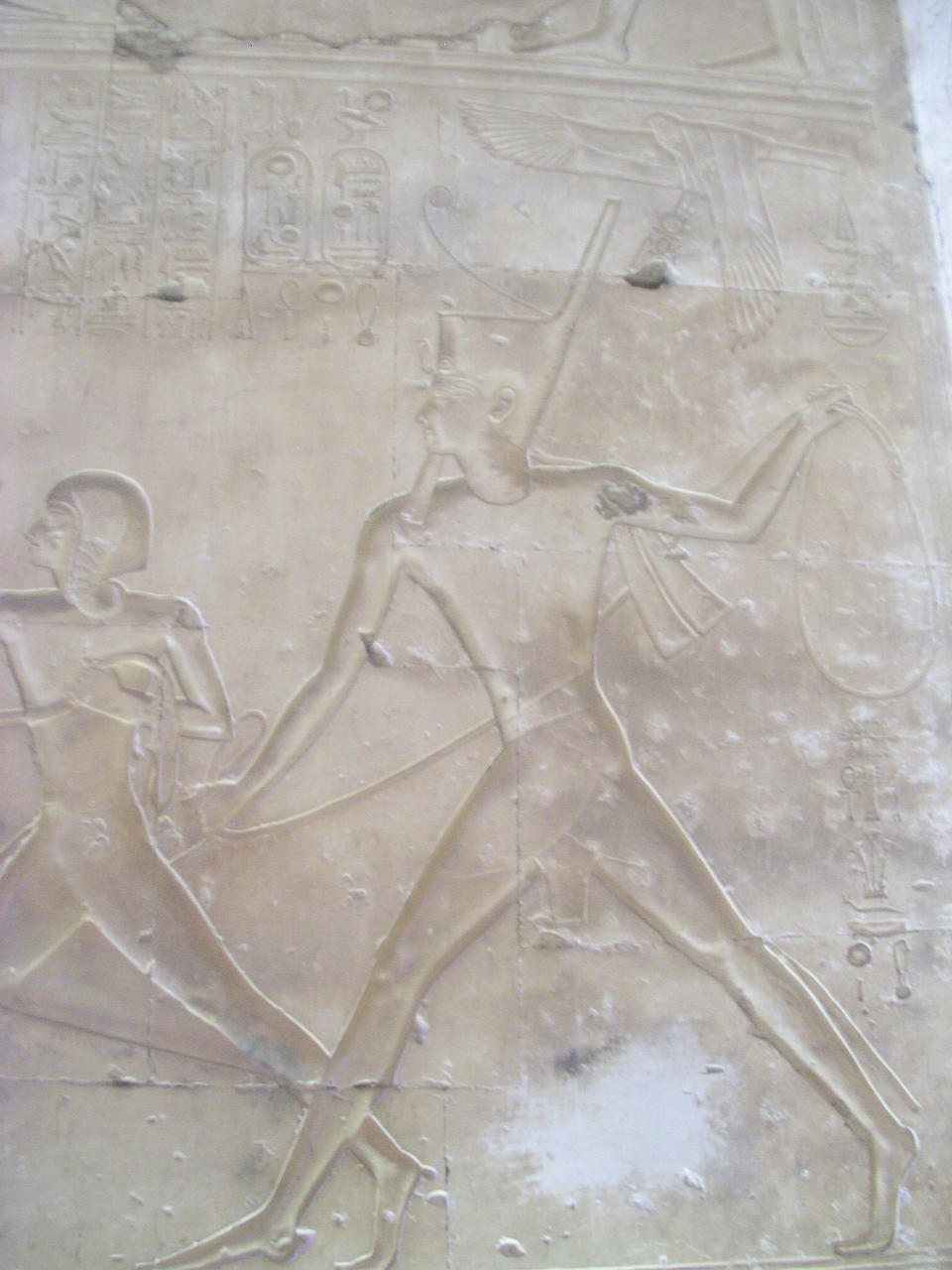
Bajorrelieve del templo de Seti en Abidos (Egipto) mostrando el faraón dispuesto a enlazar un toro sagrado.

Un bajorrelieve de un templo de Abidos (c. 1280 aC) muestra el faraón Seti I con un lazo corredizo parado en la mano derecha y a punto de enlazar un toro.
La epopeya persa Shāhnāmé (El Libro de los Reyes), hace numerosas referencias al lazo corredizo como arma.
Los tártaros usaban el lazo habitualmente.
Muchos pueblos nómadas empleaban el lazo: los sármatas, los ávaros, los magiares, algunas tribus turcas, los búlgaros.
Un libro bizantino, el Strategikon de Mauricio, incluía el lazo en el equipamiento de los soldados a caballo.
El mismo nombre de "lazo" parece derivar del latín " laqueus ", el lazo que introdujeron los romanos al conquistar la península ibérica. Los mismos españoles incorporaron un gran número de elementos árabes para lacear camellos, así a las Américas no pasó un lazo único sino varios que dieron lugar a preferencias en el desarrollo de distintos usos. Tradicionalmente, desde antes del siglo XV se usaban en León, ambas Castillas, Andalucía y Extremadura, que tenían sus propias variedades de acuerdo al uso que se hacía de él. Los distintos lazos se acompañaban de herramientas específicas adaptadas a cada lazo, como sillas de montar, técnicas de lanzamiento y manejo, cuadrillas, cinchados y cuerdas de diferentes grosores y resistencias según su utilidad, por ejemplo la caza a lazo, era un tipo de uso distinto al del manejo de los toros, ya que dependiendo de cada animal había que adaptar las técnicas. La introducción del lazo dio origen al Coleo y el rodeo entre otras formas de manejo de ganadería.
El lazo que introdujeron los españoles en América dio lugar a varias herramientas, siendo las más conocidas el lazo norteamericano, y el lazo sudamericano.
En la época actual, pueblos como los lapones y los mongoles todavía utilizan el lazo para capturar renos y caballos.

## El lazo en América del Sur
El lazo empleado en las pampas sudamericanas, Brasil y Chile, es una lonja de cuero trenzada de bastante longitud, que cuenta con una argolla de metal (a veces forrada para uso solo ornamental) en uno de sus extremos, por donde se pasa el extremo más lejano de la soga, formando una traba corrediza. Se utiliza ahora como  antaño para enlazar por los pies y por la cabeza reses de todo tipo de ganado con el fin de voltearlas para vacunarlas, curarlas, marcarlas (en la yerra), etc., como así también para juegos, como defensa, y como herramienta de uso general. 
También se usan lazos en países como Colombia, Argentina, Venezuela o Perú para el manejo de las reses.
Generalmente se usa el cuero de vaca por su fácil obtención, siendo los más resistentes los de guanaco; se pueden realizar con cuatro, seis y ocho tientos, pero deben ser siempre de vuelta redonda.
Dependiendo de los fines que se le dará, se le realiza el sobado, estirado y lonjeado del mismo.
Los tientos que lo forman no deberían ser de más de 1 cm., siendo inapropiados de mayor tamaño, ya que favorece que la vuelta se torne cuadrada, característica no deseada, ya que dificultaría las maniobras que con el lazo se hacen.

## El lazo en América del Norte
Introducido ya en la isla de La Española, fue adoptándose para los territorios que formarían México, y los países Centroamericanos, las Grandes Antillas fueron las principales productoras de cueros y carne adobada y Puerto Rico y Cuba (Cienfuegos, Pinar del Río y Camagüey) áreas donde se emplea desde muy pronto. Tras la guerra entre USA y México y la pérdida de los territorios mexicanos en favor de Estados Unidos, su uso continuó y se extendió desde Texas y los antiguos estados mexicanos.
Dejando de lado la historia previa del lazo en los territorios de la Nueva España, la introducción de su uso en la Alta California está bien documentada. El lazo formaba parte indispensable de los Soldados de Cuera, elogiados por el ingeniero militar Miguel Constansó.
Aquellos soldados eran dragones, y el lazo les permitía controlar y dominar los caballos, las mulas y el ganado que les acompañaban en las expediciones de exploración y conquista. 
En su vertiente negativa, muchos de aquellos soldados empleaban el lazo para capturar chicas y mujeres amerindias para forzarlas. El mismo padre Junípero Serra y otros misioneros se quejaron de este comportamiento.
El uso del lazo en California se desarrolló de forma similar (pero independiente) a la de México, a partir de la introducción inicial.
Antes de la secularización de las misiones californianas las técnicas de criar, reunir el ganado (rodeo) y enlazarlo estaban completamente definidas.
La silla californiana, inspirada en la silla mexicana, tenía sólo una cincha. Y el lazo se lanzaba libre, afianzándose al pomo de la silla una vez efectuado el lanzamiento. Esto exigía una gran habilidad porque había el riesgo de perder algún dedo si la operación se hacía mal.
La edad de oro del ganado en Texas fue muy posterior. Al estilo tejano, el lazo va afianzado a la silla de forma fija y la silla dispone de dos riscos (para que pueda soportar el tirón del lazo; tirón que se puede controlar con el sistema californiano al que le basta con una silla de una cincha).

## Descripción de un lazo moderno
Los lazos usados en rodeos y charreadas están formados por cuerdas relativamente rígidas. En ciertos casos pueden sido contrapesados o tener lastre añadido para un manejo más fácil.
Las cuerdas usadas son de fibra de poliamida o poliéster de entre 5/16 "y 3/8" de diámetro (entre 8 y 10 mm). Para los lazos más largos suelen escoger materiales tradicionales.
La longitud varía entre 28'-35 'en las competiciones en recintos cerrados y hasta 45'-70' en pruebas al estilo de California.
Los lazos de trabajo para ser usados en campo abierto tienen entre 50 'y 100'.

## Materiales
A la operación en la que se emplea se le llama enlazar o sesgar, y el lazo puede consistir en una herramienta que consta de una lanza o mango de madera o metal, de longitud variable y dispositivos de bloqueo y liberación. 
Para fabricar lazos se han usado materiales muy diversos: crines de caballo, tiras de cuero de diferentes animales y todo tipo de fibras textiles.
En México y Estados Unidos son preciados los lazos hechos de  ixtle  (una variedad de "magüey" o agave). Fuera de las competiciones de "charrería" y "rodeo" son frecuentes los lazos hechos de fibras sintéticas.
En Argentina son tradicionales los trenzados a base de tiras de cuero de potro o de vaca. Una canción de Atahualpa Yupanqui habla de "... yo quiero un lazo trenzado, mezcla de toro y guanaco".